# NGC 3109
NGC 3109 (другие обозначения — ESO 499-36, MCG -4-24-13, UGCA 194, DDO 236, AM 1000-255, PGC 29128) — магелланова спиральная галактика с перемычкой в созвездии Гидры.
Этот объект входит в число перечисленных в оригинальной редакции «Нового общего каталога».
Находится на расстоянии 4,3 ± 0,3 млн св. лет (1,33 ± 0,08 Мпк). Принадлежит к Местной группе галактик. Испытывает приливное взаимодействие со стороны другого члена местной группы, карликовой эллиптической галактики PGC 29194 (Карлик Насоса, Antlia Dwarf).